# Rica Matsumoto
Rica Matsumoto (松本 梨香, Matsumoto Rika, Yokohama, 30 de novembro de 1968) é uma atriz, dubladora e cantora japonesa. Ela foi uma das integrantes originais do grupo JAM Project, no qual permaneceu entre 2000 e abril de 2008, quando anunciou que estava deixando a banda para se dedicar a carreira solo.
Como seiyū, um de seus papéis mais conhecidos é Satoshi (Ash Ketchum) em Pokémon.
Venceu o Heisei Anisong Grand Prix (1989-1999) na categoria Melhor Performance, pela música "Mezase Pokémon Master".